# متحف أجونغ بونغ كارنو
متحف أجونغ بونغ كارنو (بالإندونيسية: Museum Agung Bung Karno) متحف يقع في دنباسار في بالي إندونيسيا. يضم هذا المبنى المكون من أربعة طوابق مجموعات تتعلق بأول رئيس إندونيسي سوكارنو تتراوح بين الكتب والخطب والكتابات والدراجات والطاولات والأسرة التي تخصه. مثل آلة الخياطة التي استخدمتها زوجته فاطماواتي لخياطة العلم الإندونيسي الأصلي الذي تم رفعه في إعلان الاستقلال الإندونيسي في عام 1945. يتم تشغيل المتحف برعاية مؤسسة مكتبة بونج كارنو وافتتحته ابنة سوكارنو ميجاواتي سوكارنوبوتري.